# Dalian Chaoyue Zuqiu Julebu
Il Dalian Chaoyue Zuqiu Julebu (大连超越足球俱乐部S, Dàlián Chāoyuè Zúqiú JùlèbùP), a volte tradotto come Dalian Transcendence Football Club, era una squadra di calcio cinese con sede a Dalian. Giocava le sue partite allo Stadio Jinzhou e militava nella China League One.
La società fu fondata il 18 novembre 2013.

## Palmarès

### Altri piazzamenti
- China League Two:

Secondo posto: 2015